# Natatolana obtusata
Natatolana obtusata là một loài chân đều trong họ Cirolanidae. Loài này được Vanhöffen miêu tả khoa học năm 1914.